# Studi di Cinecittà
Gli Studi di Cinecittà sono un complesso di studi cinematografici e televisivi di Roma. Con una superficie di 400.000 metri quadrati, è il più grande studio cinematografico in Europa.
A Cinecittà hanno lavorato molti registi e attori italiani famosi come Federico Fellini, Ettore Scola, Sergio Leone, Luchino Visconti, Anna Magnani, Alberto Sordi, Vittorio De Sica, Sophia Loren, Gina Lollobrigida, Claudia Cardinale, Pier Paolo Pasolini ma anche registi e attori stranieri, tra i quali Martin Scorsese e Francis Ford Coppola.
Negli studi sono stati girati circa 3000 film, 90 dei quali hanno ricevuto una candidatura all'Oscar, vinta da 51 pellicole.
Nel luglio 2017 gli Studi di Cinecittà sono ritornati sotto il controllo pubblico gestiti e coordinati da Istituto Luce Cinecittà, azienda pubblica, totalmente partecipata dal Ministero dell'economia e delle finanze, che ne cura l'ampliamento e la valorizzazione. Nel 2021 l'azienda prende il nome di Cinecittà S.p.A. con Chiara Sbarigia nel ruolo di Presidente e, da luglio 2024, Manuela Cacciamani in quello di Amministratore Delegato.

## Storia

### Antefatto

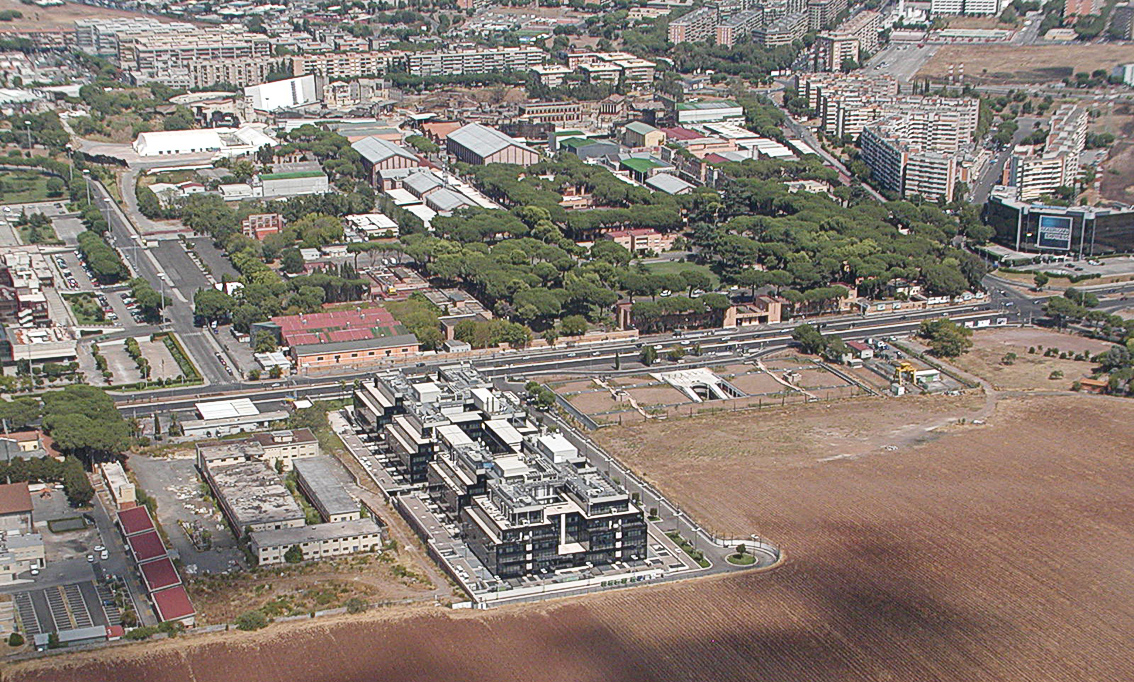
Cinecittà vista dall'alto

Dopo una serie di pregevoli lungometraggi che nei primi due decenni del Novecento avevano fatto conoscere la cinematografia italiana nel mondo (primo fra tutti Cabiria di Giovanni Pastrone rimasto in cartellone a New York per dieci mesi), negli anni venti l'industria cinematografica italiana entrò in crisi venendo messa in ombra sia dalla cinematografia americana che da quella tedesca contemporanea.
Nel 1931 Benito Mussolini, che sosteneva fortemente l'importanza del cinema, varò una legge volta a penalizzare le importazioni per stimolare la produzione nazionale. Nel 1934 Luigi Freddi, amico di Galeazzo Ciano e perciò ben introdotto presso Mussolini, venne incaricato di gestire la Direzione generale della cinematografia, finalizzata sia alla promozione che al controllo della produzione cinematografica italiana. Freddi, che in occasione di un viaggio negli Stati Uniti d'America aveva conosciuto David Griffith e si era appassionato agli aspetti produttivi della cinematografia statunitense, si impegnò nella promozione del cinema nazionale supportando la ricerca di capitali e sostenne le grandi produzioni di quegli anni, tra cui Scipione l'Africano di Carmine Gallone e Luciano Serra pilota di Goffredo Alessandrini.
Nel 1939 la produzione cinematografica nazionale venne supportata con una nuova legge (la cosiddetta "Legge Alfieri"), che concedeva robusti finanziamenti alle produzioni nazionali, sempre nell'ambito di promuovere la produzione italiana a discapito di quella straniera.

### La nascita
Nel 1935 un vasto incendio distrusse gli studi cinematografici della società Cines, situati vicino alla Basilica di San Giovanni, e nello stesso anno la società venne acquistata dalla SAISC (Società Anonima Italiana Stabilimenti Cinematografici) di Carlo Roncoroni.
Nel 1936 Roncoroni acquistò ben 600 000 mq lungo la via Tuscolana. I lavori ebbero inizio il 29 gennaio 1936 con la posa della prima pietra: dopo soli quindici mesi, il 28 aprile 1937, Mussolini e Giacomo Paulucci di Calboli inaugurarono Cinecittà, un complesso composto da 73 edifici, tra cui 21 teatri di posa, centrali elettriche, uffici della direzione su progetto dell'architetto Gino Peressutti.
Per l'edificazione dei nuovi stabilimenti si utilizzarono operai della vecchia Cines, che poi rimasero nelle squadre di scena, nonché tecnici e ingegneri (che diedero origine al primo film sonoro italiano La canzone dell'amore, di Gennaro Righelli) che fecero scuola a Cinecittà insieme ai grandi direttori della fotografia, sempre provenienti dalla Cines.
Per raggiungere gli stabilimenti c'era solo la via Tuscolana, al tempo molto stretta, e i dipendenti andavano a piedi o in bicicletta, ma nel dopoguerra fu istituita una linea di autobus che fermava davanti agli studi, come si può vedere da una scena del film Bellissima. Negli anni cinquanta fu costruita una linea di tram della STEFER che si distaccava dalla tranvia dei Castelli Romani e portava fino a Piazzale di Cinecittà. Successivamente nel febbraio 1980 ci fu l'inaugurazione della Linea A della metropolitana di Roma che prevedeva una fermata proprio davanti allo stabilimento (Cinecittà).
Alla testa di Cinecittà, fin dalla sua fondazione, ci fu proprio Carlo Roncoroni (amico personale di Luigi Freddi) fino al giorno della sua morte nel 1938.
Dopo la morte di Roncoroni, Cinecittà, venne rilevata dallo Stato.

### La Seconda Guerra Mondiale e l'epurazione
Durante la guerra, nonostante danni e occupazioni, la produzione continuò fino al 1943, quando con l'armistizio di Cassibile e con la nascita della Repubblica Sociale Italiana il cinema fascista si trasferì a Venezia nei padiglioni della Biennale e nel Cinevillaggio. Sempre nel 1943 avvenne il grande licenziamento dei 1 200 dipendenti. Negli ultimi due anni di guerra, gli stabilimenti di Cinecittà vennero occupati dai nazisti che li utilizzarono come campo di concentramento per i civili rastrellati nei dintorni di Roma (da ricordare il rastrellamento del Quadraro, che nella notte del 17 aprile 1944 vide rastrellati circa mille uomini, portati prima a Cinecittà e poi deportati in Germania).
Con la liberazione di Roma, Luigi Freddi si dimette da direttore di Cinecittà e l'esercito tedesco, battendo in ritirata, razziò lo stabilimento portando via gran parte delle attrezzature tecniche, macchine da presa, proiettori, impianti sonori e pellicole. In seguito gli stabilimenti furono requisiti dalle forze alleate che li adibirono a ricovero per gli sfollati che avevano perso la casa a causa dei bombardamenti. Per sopravvivere al freddo gli sfollati bruciarono gran parte dei documenti d'archivio, provocando una grave perdita dal punto di vista storico.
Il 31 luglio 1944 si costituì la Commissione di epurazione delle categorie registi, aiuto registi e sceneggiatori del cinema (composta anche da alcuni di quei giovani registi che erano stati esclusi dal lavoro per non aver aderito al fascismo) i cui membri furono: Alfredo Guarini, Umberto Barbaro, Mario Camerini, Mario Chiari, Mario Soldati e Luchino Visconti. Furono processati coloro che erano maggiormente compromessi con il passato regime o erano noti per avere diretto film di propaganda, tra cui si ricordano Goffredo Alessandrini, Carmine Gallone e Augusto Genina, allontanati dalle scene per sei mesi.

### Il Dopoguerra: Hollywood sul Tevere
Dopo la guerra l'attività di produzione riprese molto lentamente e solo nel 1947 venne girato nei suoi studi il primo film del dopoguerra: Cuore di Duilio Coletti.
Nel 1948 arrivò il primo film americano, Il principe delle volpi della 20th Century Fox e successivamente negli anni cinquanta avvenne l'esplosione di Cinecittà, anche grazie all'allora sottosegretario dell'Industria e del Commercio Giulio Andreotti, con le produzioni americane: nel 1951 venne girato Quo vadis di Mervyn LeRoy e nel 1959 Ben Hur di William Wyler, tutti film del genere peplum e soprannominati "sandaloni" dalla manovalanza locale. Tale boom ebbe origine dalla competitività economica degli studi romani, ribattezzati popolarmente "Hollywood sul Tevere", complice anche un'apposita legge che non consentiva ai produttori stranieri di esportare i guadagni realizzati in Italia, obbligandoli di fatto a reinvestire in loco.
Cinecittà divenne in quegli anni un mitico Eldorado sognato dalle concorrenti per Miss Italia, questo fenomeno venne rappresentato in Bellissima di Luchino Visconti e in Roma di Federico Fellini.
L'industria cinematografica ebbe in quegli anni una discreta rilevanza economica per la città, generando un ampio indotto legato sia alle produzioni che alla commercializzazione dei film.
Dalla fine degli anni sessanta, con la crescita della televisione, la fine delle produzioni colossal di carattere storico e la parallela crisi dell'industria cinematografica italiana, Cinecittà perse gradualmente il primato tecnico e produttivo che aveva avuto.

### Storia recente
Nel 1978 l'Istituto Luce a Piazza Cinecittà venne ceduto al Comune di Roma e adibito a sede amministrativa dell'allora X Circoscrizione (oggi Municipio VII).
Nel 1982 divenne presidente di Cinecittà Antonio Manca, che successivamente sarà a capo dell'Istituto Luce ricoprendo il ruolo di direttore generale dal 1985 al 1990.

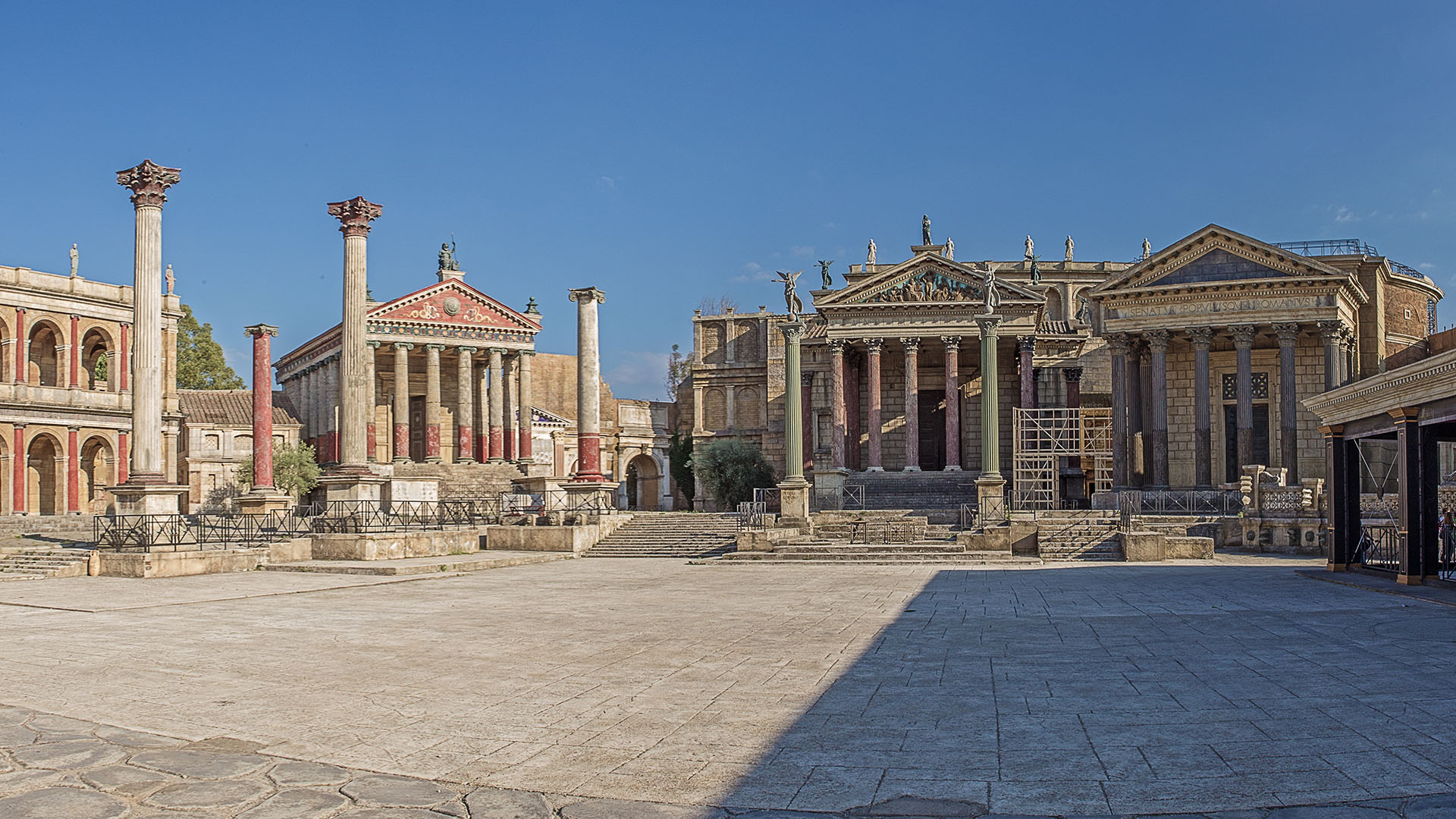
Set della serie tv Roma

Un anno dopo, a ridosso del Centro sperimentale di cinematografia, dei capannoni adibiti a magazzino vennero devastati da un incendio, per il quale i Vigili del Fuoco lavorarono più di 24 ore. Andarono in fumo un numero imprecisato di costumi e di materiale di scena, un patrimonio storico e artistico insostituibile.
Nel 1991 a seguito della vittoria dell'Italia all'Edizione del 1990 il teatro n.15 dello Studio venne usato per Ospitare la 36ª edizione dell'Eurovision Song Contest tenutosi a Roma e condotto dai Precedenti Vincitori Gigliola Cinquetti (che vinse a Copenaghen nel 1964) e Toto Cutugno (vincitore a Zagabria nel 1990).
Negli ultimi anni i teatri di Cinecittà hanno ospitato i set di alcune grosse produzioni americane come Black Stallion di Carroll Ballard (1977), Il padrino - Parte III di Francis Ford Coppola (1990), Daylight - Trappola nel tunnel di Rob Cohen (1996), Il paziente inglese di Anthony Minghella (1996), Gangs of New York di Martin Scorsese, Le avventure acquatiche di Steve Zissou di Wes Anderson, La passione di Cristo di Mel Gibson e la serie televisiva Rome (2005-2007). Le scenografie di Rome vennero danneggiate da un incendio divampato nell'agosto 2007. Nel 2008 Cinecittà è stata messa a disposizione per le riprese del secondo episodio della 30ª stagione della serie di fantascienza britannica Doctor Who, ambientato nell'epoca di Pompei.
Nel complesso, protetta e poco in mostra, dal 2000 era presente la "casa", dove, fin dalla prima edizione, vennero "rinchiusi" i concorrenti dell'edizione italiana del reality show Grande Fratello, poi distrutta da un incendio nella notte tra il 13 e 14 dicembre 2013 e successivamente ricostruita per la nuova stagione del format televisivo.
Nel 2015 gli studi ospitano tra le altre due grandi produzioni internazionali per il remake di Ben-Hur e Zoolander 2, raggiungendo il record di fatturato ed il ritorno all'utile dopo le imposte.
Nel 2018 una parte del set della serie Rome è stata ulteriormente danneggiata da un nuovo incendio, mentre nel dicembre 2019, presso gli studi è stato aperto il Museo italiano dell'audiovisivo e del cinema.
Nel 2023, dopo ventitré anni di presenza negli Studi, la produzione del Grande Fratello ha abbandonato Cinecittà, per trasferirsi agli studi Voxson situati a dieci chilometri di distanza dalla casa, anch'essa spostata poi nel 2024 ai Lumina Studios, contribuendo a spostare il focus degli Studi su produzioni cinematografiche, come nel 2024 Conclave di Edward Berger, vincitore di un premio Oscar, e Queer di Luca Guadagnino.

## Proprietà e gestione
Nel 1997 la società Cinecittà è stata trasformata da ente pubblico economico in società per azioni privata, presieduta da Luigi Abete e partecipata da importanti imprenditori privati (tra i quali Diego Della Valle, Aurelio De Laurentiis e la famiglia Haggiag). Nel 2012 la post-produzione di Cinecittà, già diventata nel 2009 Cinecittà Digital Factory di cui soci sono Cinecittà Studios e Medusa Film, è stata divisa in due: da una parte il Laboratorio, ceduto a Deluxe Italia Holding, il Digitale e l'Audio a Deluxe Digital Rome. I mezzi tecnici sono ceduti invece a una nuova società, 51% Panalight e 49% Cinecittà Studios.  Nel 2017 l'Istituto Luce Cinecittà ha acquistato il ramo d'azienda Cinecittà Studios da Italian Entertainment Group, facendo tornare gli storici studi sotto il controllo pubblico.
Nell'aprile 2021 Chiara Sbarigia ne è stata nominata Presidente e Nicola Maccanico Amministratore delegato. Nel luglio 2024 il suo posto è stato preso da Manuela Cacciamani.

## Eventi ospitati
- Nel 1991 ha ospitato l'Eurovision Song Contest, in seguito alla vittoria di Toto Cutugno nell'edizione precedente.
- Nel 1995 ha ospitato la Mostra del centenario della nascita del cinema.
- Nel 2007 è stata sede delle celebrazioni per i 70 anni di Cinecittà, evento che ha avuto il suo momento clou nella cena di Gala organizzata davanti a tutto il cinema italiano, all'interno di una struttura trasparente posta al centro del set Rome.
- Ha ospitato sette edizioni dell'assegnazione dei premi David di Donatello, e precisamente quelle del 1991, 1999, 2000, 2002, 2022, 2024 e 2025.
- A ottobre 2022, nel leggendario Teatro 5 di Federico Fellini, l'artista Vanessa Beecroft realizza, su invito della Presidente di Cinecittà Chiara Sbarigia, la performance site specific VB93, un colossale tableau vivant con 300 modelle.

## Eventi
Il 29 aprile 2011 per iniziativa di Giuseppe Basso, Direttore generale e Amministratore delegato di Cinecittà Studios, si è aperto "Cinecittà si Mostra", una mostra che ripercorre la storia degli stabilimenti. Dopo il grande successo, Cinecittà si Mostra è stata trasformata in mostra permanente, curata da Elisabetta Bruscolini, Direttore Generale del Centro Sperimentale di Cinematografia.

## Progetto e formazione

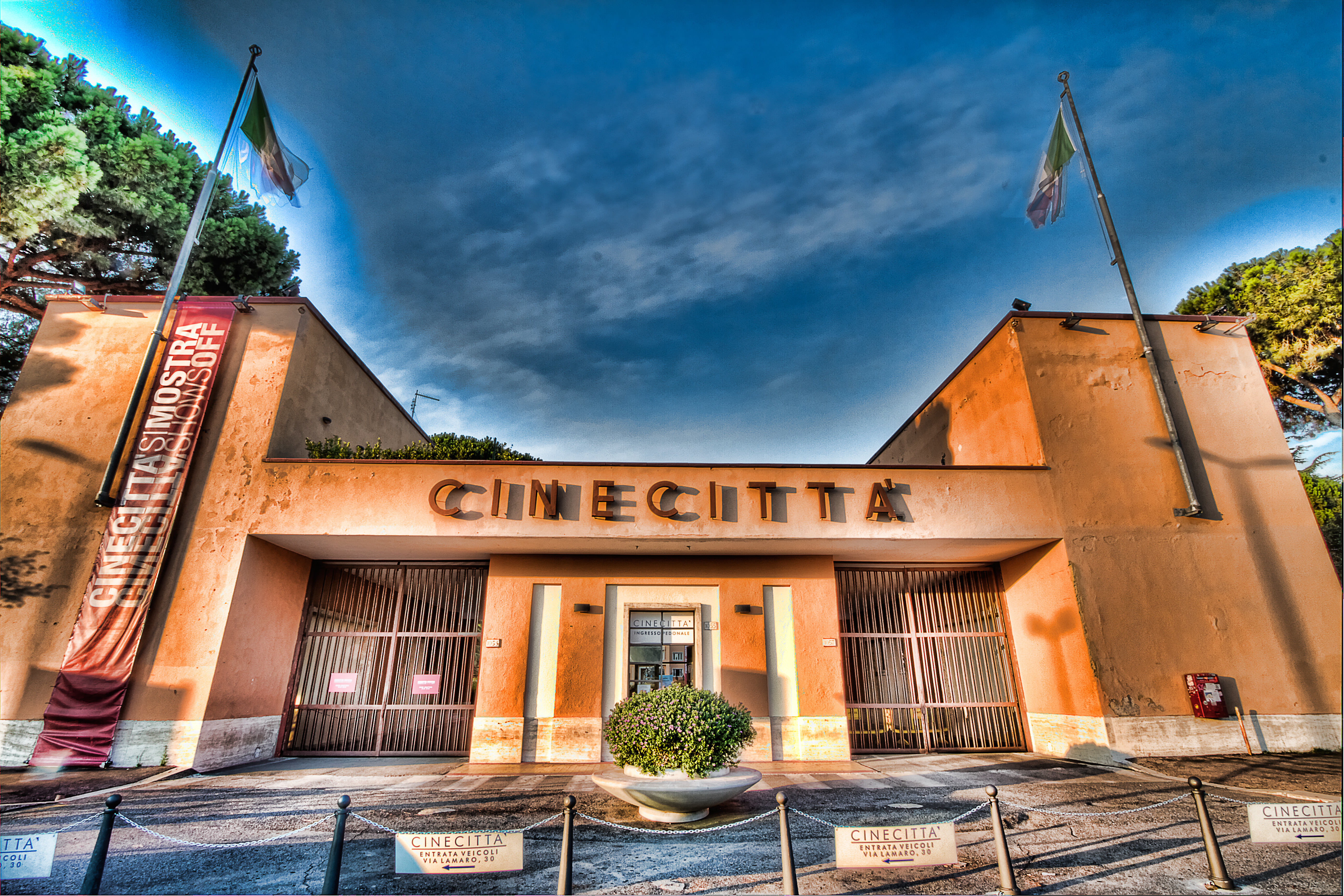
Uno degli ingressi a Cinecittà

Cinecittà fu progettata dall'architetto Gino Perressutti, e ospita oltre ai teatri di posa, agli uffici e alle varie strutture amministrative, anche una struttura formativa a gestione privata: la Roma Film Academy. In passato oltre ad essi venne prevista la creazione di un centro industriale cinematografico integrato che comprendeva stabilimenti di sviluppo, stampa e montaggio: il Centro sperimentale di cinematografia, oggi fondazione con sedi in tutta Italia. Sempre come parte del complesso era stata progettata la Sede Centrale dell'Istituto Luce, oggi sede del VII Municipio di Roma, situata su via Tuscolana tra viale Palmiro Togliatti e via Orazio Pulvillo.

Furono previsti quattro ingressi: il principale, sulla via Tuscolana, dal quale, nel periodo fascista, avveniva l'ingresso esclusivo dei registi, degli attori, dei produttori e dei gerarchi, e gli altri tre, situati in via di Torre Spaccata, che erano dedicati al passaggio dei tecnici, delle maestranze e delle comparse. Dagli anni '70, i tre ingressi laterali, non essendo più usati, furono chiusi. Negli anni 2000 l'ingresso principale fu chiuso ai mezzi e lasciato solo come passaggio pedonale.

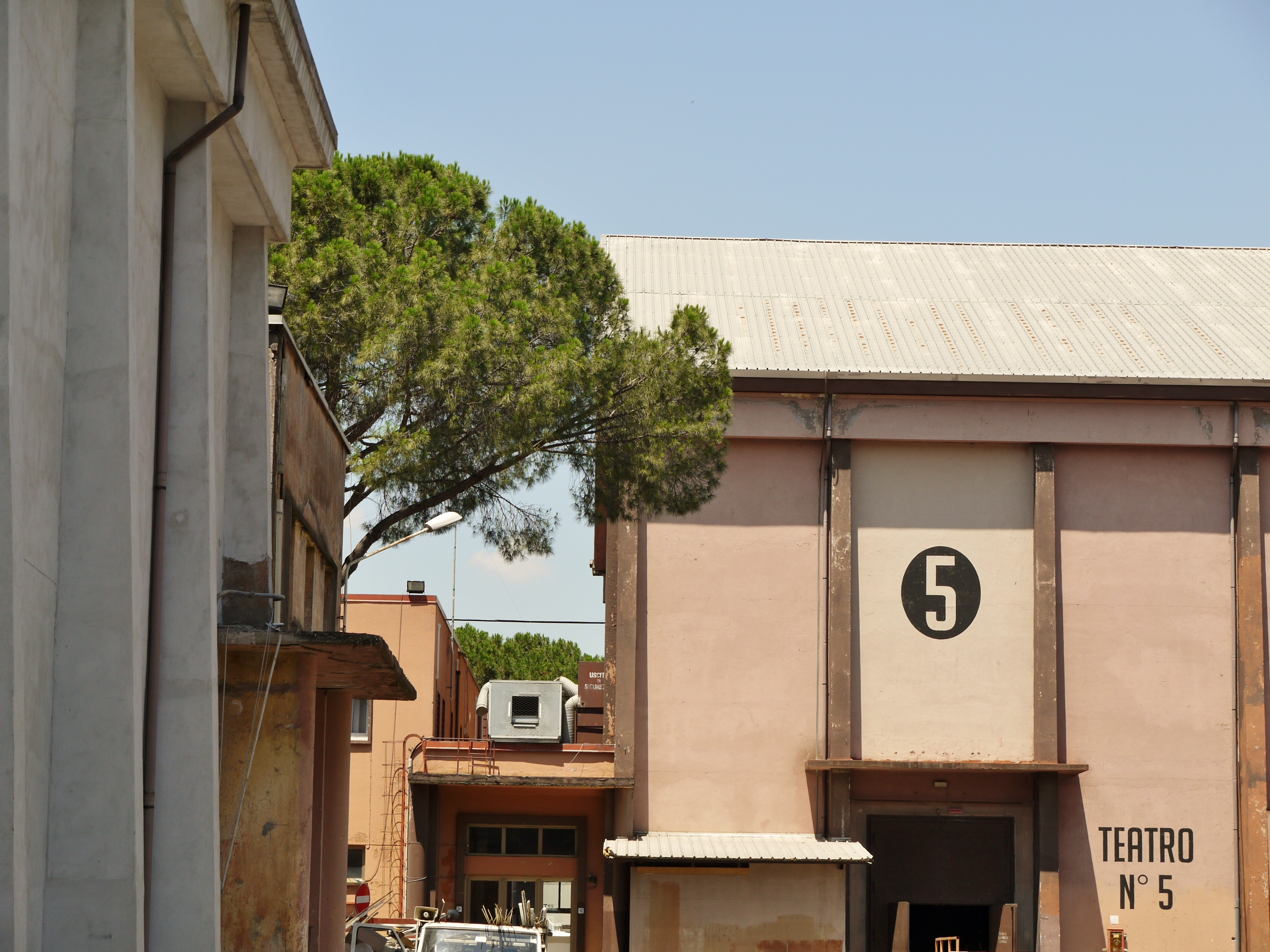
Il Teatro 5, storico teatro di posa di Federico Fellini

### Strutture e servizi
Cinecittà è un complesso imponente di edifici e strutture dislocato su una superficie di 400.000 m² (40 ha) a circa 9 km dal centro di Roma. 
Conta di 19 teatri di posa di dimensione variabili da un minimo di 15 per 30 metri fino ai 40 per 80 metri del Teatro 5. Tutti i teatri di posa sono acusticamente insonorizzati, dotati di climatizzazione, impianti elettrici e di illuminazione, graticci, passerelle, carriponte e botole impermeabili per gli effetti scenici. Ciascun teatro dispone di una serie di locali di servizio: camerini, uffici, sale trucco, attrezzerie, magazzini.
Fanno parte del complesso anche un backlot di 10 ettari e una piscina all'aperto di 7000 mq, profonda 2 m per un volume complessivo d'acqua di 13.500 metri cubi e sormontata da un fondale blue back largo 80 m ed alto 20.
Sono inoltre disponibili strutture tecniche per la post-produzione cinematografica e televisiva (laboratori di sviluppo, stampa e restauro della pellicola cinematografica, laboratori di post produzione digitale, laboratori di post produzione audio, ecc.) e laboratori per l'allestimento delle strutture sceniche (falegnameria, carpenteria, laboratorio di scultura, laboratorio di pittura artistica, ecc.). Il tutto completato dai servizi più vari: sale per proiezioni cinematografiche e conferenze, servizio di sicurezza per le celebrità, mensa, ristorante, parchi, bar, parcheggi.

### Teatri di posa
Tutti i teatri di Cinecittà, nel corso della loro storia, sono stati adibiti alle scenografie sia interne che esterne che successivamente sono state smontate e rimontate a seconda delle esigenze di spazio, praticità, costo e durata del tempo necessario per le riprese.
Di seguito è riportato l'elenco dei teatri di posa:
- Teatro 1 dedicato agli eventi
- Teatro 2 Dimensioni: 40,00 x 19.98 m
  - Botole:
    - Botola 1: - 2.60 m
    - Botola 2: - 1.10 m

  - Caratteristiche:
    - Pianta: Piano Terra
    - Area utile: 799,20 m²
    - H alla corda della capriata: 9,97 m
- Teatro 3 Dimensioni: 40,00 x 19,96 m
  - Botole:
    - - 2.00 m

  - Caratteristiche:
    - Pianta: Piano Terra
    - Area utile: 798,40 m²
    - H alla corda della capriata: 9,80 m
- Teatro 4 Dimensioni: 29,96 x 14,96 m
  - Caratteristiche:
    - Pianta: piano terra
    - Area utile: 448,20 m²
    - H alla corda della capriata: 9,95 m
- Teatro 5 Dimensioni: 79,94 x 35,94 m
  - Botole:
    - Botola 1: - 3.25 m
    - Botola 2: - 5.00 m

  - Caratteristiche:
    - Pianta: Piano terra
    - Area utile: 2.873,04 m²
    - H alla corda della capriata: 14,05 m

- Teatro 6 Dimensioni: 29,93 x 14,97 m
  - Caratteristiche: 
    - Pianta: Piano terra
    - Area utile: 448,05 m²
    - H alla corda della capriata: 9,70 m
- Teatro 8 Dimensioni: 39,94 x 19,88 m
  - Botole: 
    - Botola 1: - 3.30 m
    - Botola 2: - 1.50 m

  - Caratteristiche: 
    - Pianta: Piano terra
    - Area utile: 794,00 m²
    - H alla corda della capriata: 9,90 m
- Teatro 9 Dimensioni: 29,96 x 14,96 m
  - Botole: 
    - - 1.80 m

  - Caratteristiche: 
    - Pianta: Piano terra
    - Area utile: 448,20 m²
    - H alla corda della capriata: 10,00 m
- Teatro 10 Dimensioni: 37,45 x 30,40 m + 20,33 x 14,05 m
  - Botole: 
    - Botola 1: - 2.30 m
    - Botola 2: - 2.30 m

  - Caratteristiche: 
    - Pianta: Piano terra
    - Area utile: 1.424,11 m²
    - H alla corda della capriata: 13,60 m
- CORPO AGGIUNTO:
  -     - Pianta: Pianto terra

  - Dimensioni: 18,30 x 21,40 m
    - Area utile: 391,62 m²
    - H alla corda della capriata: 9,77 m

ricostruito in parte in lamiera dopo un incendio che lo aveva devastato.
- Teatro 11 Dimensioni: 34,82 x 13,74 m
  - Caratteristiche: 
    - Pianta: Piano terra
    - Area utile: 478,42 m²
    - H alla corda della capriata: 11,58 m
- Teatro 12 Dimensioni: 41,27 x 22,75 m
  - Botole: 
    - Botola 1: - 1.70 m
    - Botola 2: - 0.80 m
    - Botola 3: - 3.84 m
    - Botola 4: - 3.84 m

  - Caratteristiche: 
    - Pianta: Piano terra
    - Area utile: 938,89 m²
    - H sotto la trave: 8,60 m

dotato di piscina interna allagabile
- Teatro 13 Dimensioni: 39,80 x 19,80 m
  - Botole: 
    - Botola 1: - 2.60 m
    - Botola 2: - 2.00 m

  - Caratteristiche: 
    - Pianta: Piano terra
    - Area utile: 788,04 m²
    - H alla corda della capriata: 13,30 m
- Teatro 14 Dimensioni: 39,85 x 19,80 m
  - Botole: 
    - - 3.00 m

  - Caratteristiche: 
    - Pianta: Piano terra
    - Area utile: 789,03 m²
    - H alla corda della capriata: 13,33 m
- Teatro 15 Dimensioni: 59,90 x 26,90 m
  - Botole: 
    - - 2.00 m

  - Caratteristiche: 
    - Pianta: Piano terra
    - Area utile: 1.611,31 m²
    - H alla corda della capriata: 13,75 m

il secondo più grande a Cinecittà
- Teatro 16 Dimensioni: 41,05 x 9,35 m
  - Caratteristiche: 
    - Pianta: Piano terra
    - Area utile: 383,81 m²
    - H alla corda della capriata: 7,30 m
- Teatro 18 Dimensioni: 49,92 x 29,93 m
  - Caratteristiche: 
    - Pianta: Piano terra
    - Area utile: 1.494,10 m²
    - H alla corda della capriata: 9,90 m
- Teatro 19 Dimensioni: 39,75 x 20,15 m
  - Caratteristiche: 
    - Pianta: Piano terra
    - Area utile: 800,96 m²
    - H alla corda della capriata: 8,45 m
- Teatro 20 Dimensioni: 55,55 x 23,52 m
  - Botole: 
    - - 2.00 m

  - Caratteristiche: 
    - Pianta: Piano terra
    - Area utile: 1.306,53 m²
    - H alla corda della capriata: 5,75 m
- Teatro 21 Dimensioni: 55,52 x 23,50 m
  - Botole:
    - - 3.50 m

  - Caratteristiche: 
    - Pianta: Piano terra
    - Area utile: 1.304,72 m²
    - H alla corda della capriata: 5.70 m
- Backlot
  - Lo spazio per le riprese esterne all'interno di Cinecittà è di circa 10 ettari.

## Cinecittà World
Nel 2009 fu annunciata l'intenzione di costruire un parco a tema, basato sulla storia di Cinecittà.
Il parco ha aperto a luglio 2014, con scenografie curate da Dante Ferretti, celebre scenografo vincitore di 3 premi Oscar, a circa 25 km a sud-est rispetto agli Studi di Cinecittà, sui terreni dei precedenti Dinocittà di Dino De Laurentiis costruiti negli anni '60.